# Cadlina modesta
Cadlina modesta is een slakkensoort uit de familie van de Cadlinidae. De wetenschappelijke naam van de soort werd voor het eerst geldig gepubliceerd in 1966 door MacFarland.